# Cine sensorial
El cine sensorial es un tipo de cine que se centra en la estimulación de los sentidos del espectador y puede ayudar a los espectadores a experimentar el contenido de la película de una manera más profunda y significativa.

## Introducción
El cine es una forma de arte que utiliza imágenes en movimiento para contar historias. Por ello podría ser una forma poderosa de expresión artística. Este tipo de cine se diferencia de otros tipos de exhibición cinematográfica en que suele utilizar técnicas más elaboradas para estimular los sentidos, como la utilización de imágenes en 3D, sonido envolvente y efectos especiales.

## Definición
El cine sensorial es una forma de narrativa cinematográfica que utiliza las últimas tecnologías para crear una experiencia sensorial inmersiva para el espectador. Este género utiliza técnicas para crear una experiencia que va más allá de la mera visualización de una película. El cine sensorial tiene el potencial de revolucionar la forma en que vemos las películas más profunda e inmersiva de lo que nunca antes se ha visto.
En cuanto al sonido es un elemento fundamental del cine sensorial. Los cineastas sensoriales utilizan el sonido para crear una experiencia inmersiva y envolvente para el espectador. Pueden utilizar una variedad de técnicas de sonido, como el sonido envolvente, el sonido estéreo y el sonido atmosférico. En lo relativo a la imagen, los cineastas sensoriales utilizan imágenes de alta calidad para crear una experiencia visual impactante. Pueden utilizar una variedad de técnicas de imagen, como la fotografía digital, la fotografía cinematográfica y la animación. Cabe destacar que lo se busca la hiperrealidad para potenciar esa experiencia sobrecogedora.
Sin pretender entrar en generalidades, en el cine sensorial la narrativa suele ser menos importante que la estimulación de los sentidos del espectador. De esta manera los cineastas sensoriales entre la variedad de técnicas narrativas que usan no suelen basarse únicamente en la narrativa clásica. Usan otros tipos, como la narrativa fragmentada, la narrativa subjetiva y la narrativa experimental.

## Historia
El cine sensorial tiene una historia larga y rica que se remonta a los primeros días del cine. Ya en 1895, los hermanos Lumière buscaban no contar historias, sino sorprender e impresionar al espectador. El uso que le daban estaba más cercano a la magia y la tecnología que a la narración. Por eso la película L'Arrivée d'un train en gare de La Ciotat (1895) de los hermanos Lumière es uno de los primeros ejemplos de cine sensorial. Esta película muestra la llegada de un tren a una estación de tren y fue un éxito inmediato debido a la impresión que generó en muchos espectadores.
En la década de 1920, los cineastas de vanguardia como Luis Buñuel, Jean Cocteau y Salvador Dalí comenzaron a experimentar con el cine sensorial. Estas películas utilizaban imágenes y sonidos surrealistas para crear una experiencia cinematográfica única y perturbadora. 
En la década de 1960, el cine sensorial experimentó un resurgimiento con la llegada de los movimientos como la Nouvelle Vague o Cinema Novo. Estos movimientos se caracterizaron por el uso de técnicas experimentales, otras formas de narrativa y su enfoque en la expresión artística.
Algunas de las películas más importantes del cine sensorial de la década de 1960 incluyen 2001: A Space Odyssey (1968) de Stanley Kubrick, La Jetée (1962) de Chris Marker y Solaris (1972) de Andrei Tarkovsky.
El cine sensorial continuó evolucionando con la llegada de nuevas tecnologías, como el sonido surround y la proyección en 3D. Estas tecnologías permitieron a los cineastas crear experiencias cinematográficas aún más inmersivas.
Algunas de las películas más importantes del cine sensorial desde entonces son The Holy Mountain (1973) de Alejandro Jodorowsky, Dancer in the Dark (2000) de Lars von Trier y Avatar (2009) de James Cameron.
En las últimas décadas, el cine sensorial ha seguido evolucionando con la llegada de nuevas tecnologías, como la realidad virtual y la realidad aumentada. Estas tecnologías tienen el potencial de crear experiencias cinematográficas aún más inmersivas y envolventes.
Algunos de los ejemplos más recientes de cine sensorial incluyen Free Solo (2018) de National Geographic, Annihilation (2018) de Alex Garland y Dune (2021) de Denis Villeneuve.
Normalmente son películas que usan la tecnología más avanzada en el campo de la imagen y el sonido, llegando a ser vanguardistas. Buscan una impresión sensorial profunda en el espectador.

## Futuro desarrollo
El cine sensorial es muy posible que pueda continuar desarrollándose en el futuro ya que se apoya en las nuevas tecnologías y hay varios campos en los que ese desarrollo es prometedor.
Algunos de los desarrollos que podrían influir en el futuro del cine sensorial incluyen:
- El desarrollo de nuevas tecnologías de visualización, como la realidad virtual y la realidad aumentada.
- La creciente popularidad de los servicios de streaming, que permiten a los cineastas experimentar con nuevas formas de narración.

El desarrollo de nuevas tecnologías de visualización, como la realidad virtual (VR) y la realidad aumentada (AR), tiene el potencial de revolucionar el cine sensorial. Estas tecnologías permiten a los espectadores experimentar las películas de una manera completamente nueva, sumergiéndose en el mundo de la película de una manera que nunca antes había sido posible.
La VR crea una experiencia cinematográfica inmersiva al colocar al espectador dentro de la película. El espectador utiliza un visor VR para ver la película desde la perspectiva de un personaje de la película. Esto permite al espectador experimentar la película de una manera más directa y emocional. Como ejemplo de este género están las películas que hacen en Felix & Paul Studios.
La AR superpone elementos digitales al mundo real. Esto permite a los espectadores interactuar con las películas de una manera más activa. Por ejemplo, un espectador podría utilizar un dispositivo AR para crear un holograma de un personaje de la película o para ver la película en un entorno virtual. De momento (2023) no hay películas exclusivas para ver en este formato, pero por ejemplo, la aplicación The Martian AR permite a los espectadores explorar el escenario de la película o la aplicación Star Wars AR permite a los espectadores ver hologramas de personajes de la película, como Darth Vader y Yoda.
Además de la VR y la AR, otras tecnologías emergentes también podrían tener un impacto en el cine sensorial. Por ejemplo, la inteligencia artificial (IA) podría utilizarse para crear experiencias cinematográficas más personalizadas y envolventes.